# 黄興故居

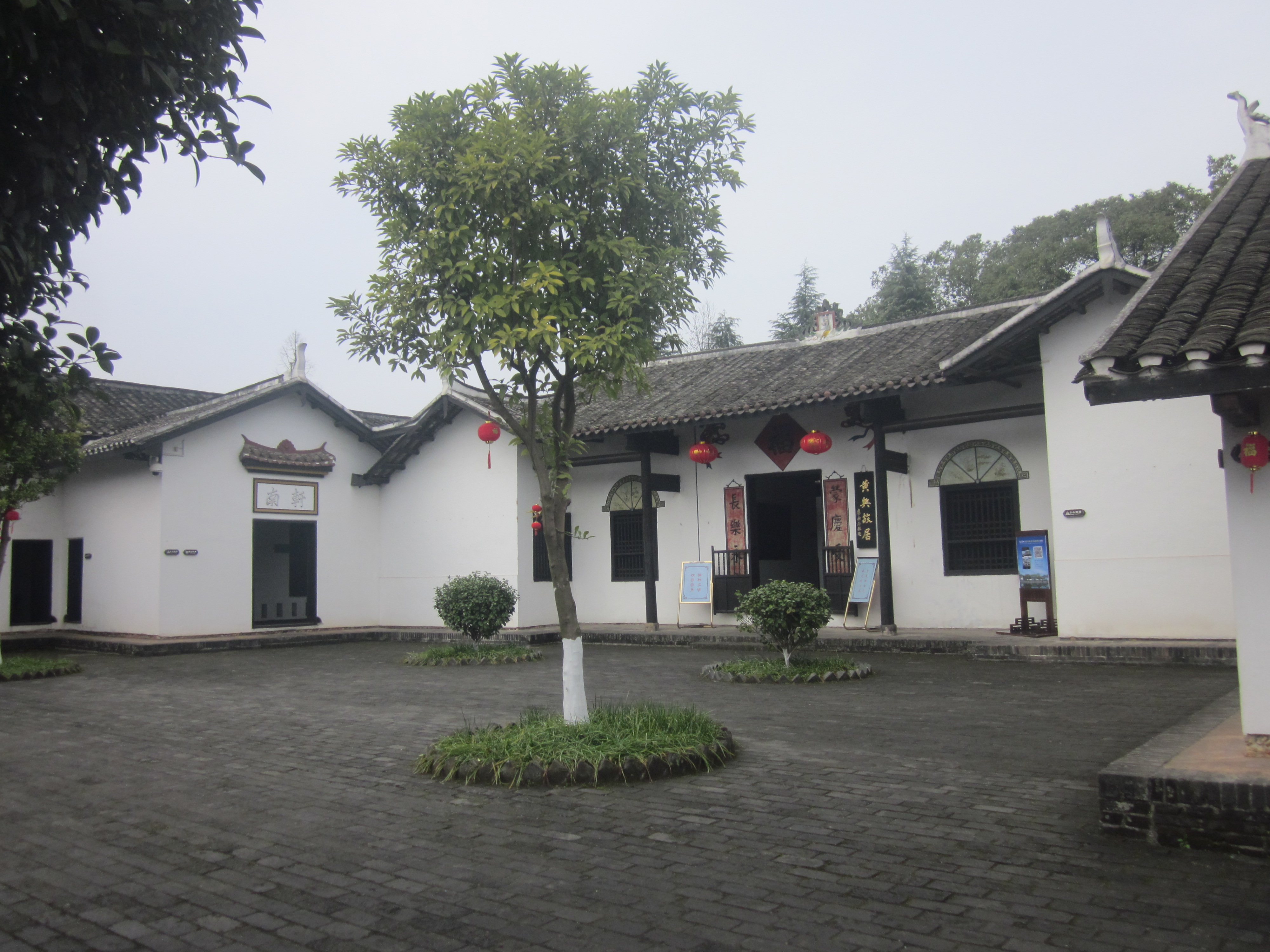
黄興故居。

黄興故居（こうこうこきょ）は、中華民国の建国に重きをなした黄興の生家である。湖南省長沙市長沙県黄興鎮に位置する。敷地面積は4300m2。土木構造。部屋が全部で12間ある。

## 歴史
1874年（同治13年）10月25日、黄興はこの地で誕生した。
1981年、地元政府は故居を修復し、国内観光客への一般公開を始めた。同年、湖南省人民政府は故郷を省級重点文物保護単位に認定した。
1984年、黄興生平事跡陳列館に建立。
1988年、中華人民共和国国務院は故郷を全国重点文物保護単位に認定した。

## 周辺建築
- 許光達故居
- 左宗棠墓

## ギャラリー

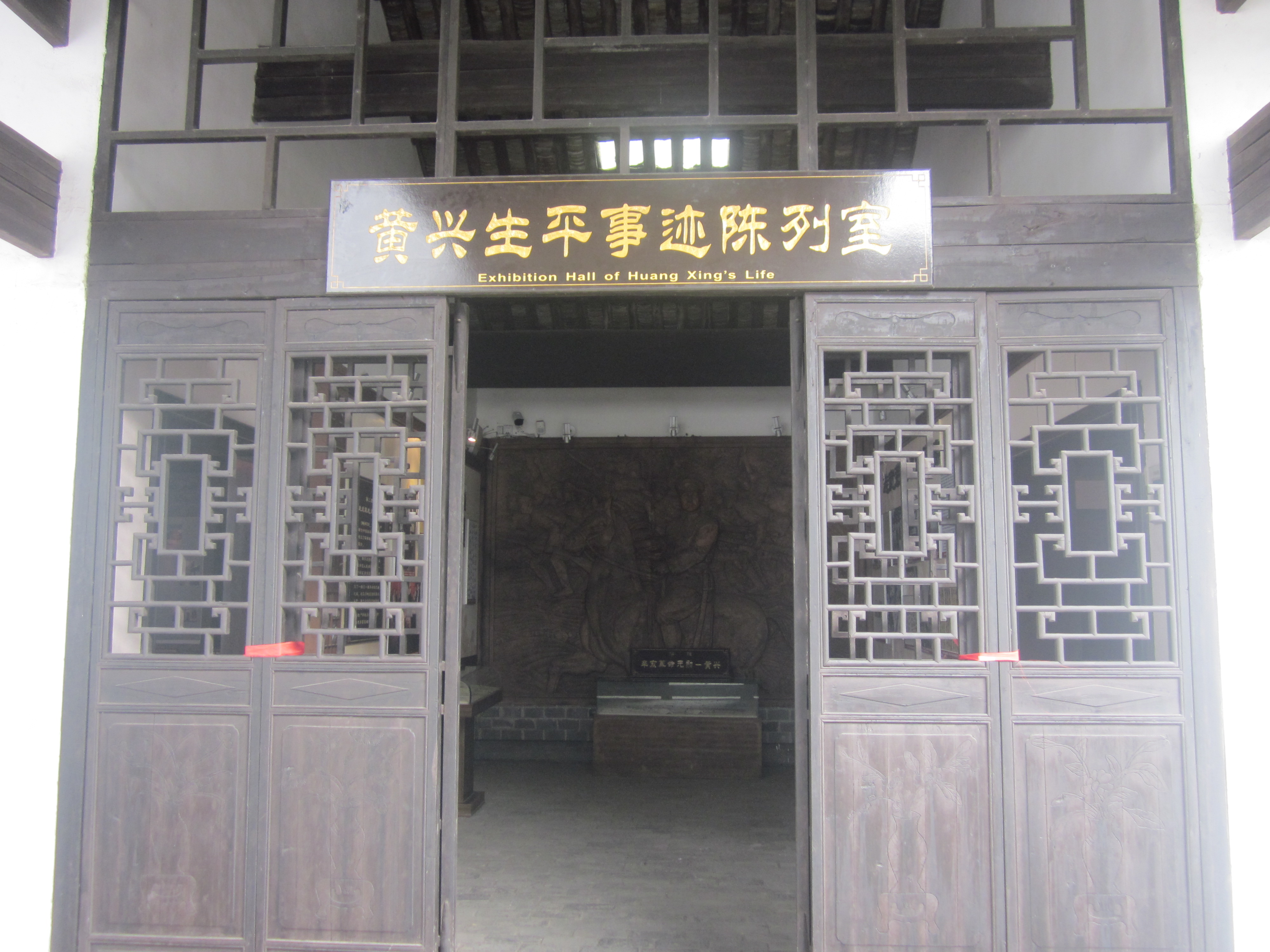
黄興生平事跡陳列館。
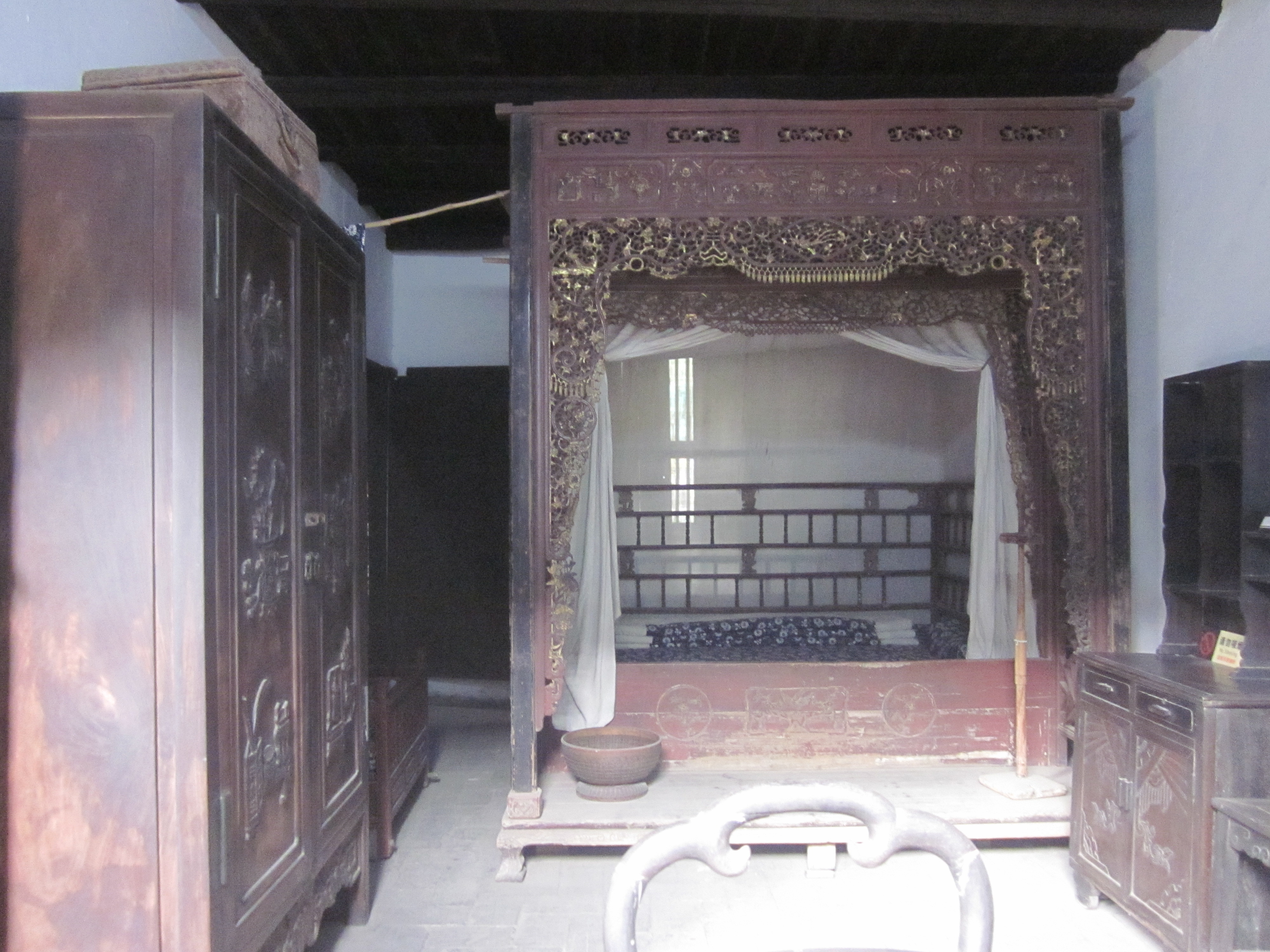
黄興の臥室。
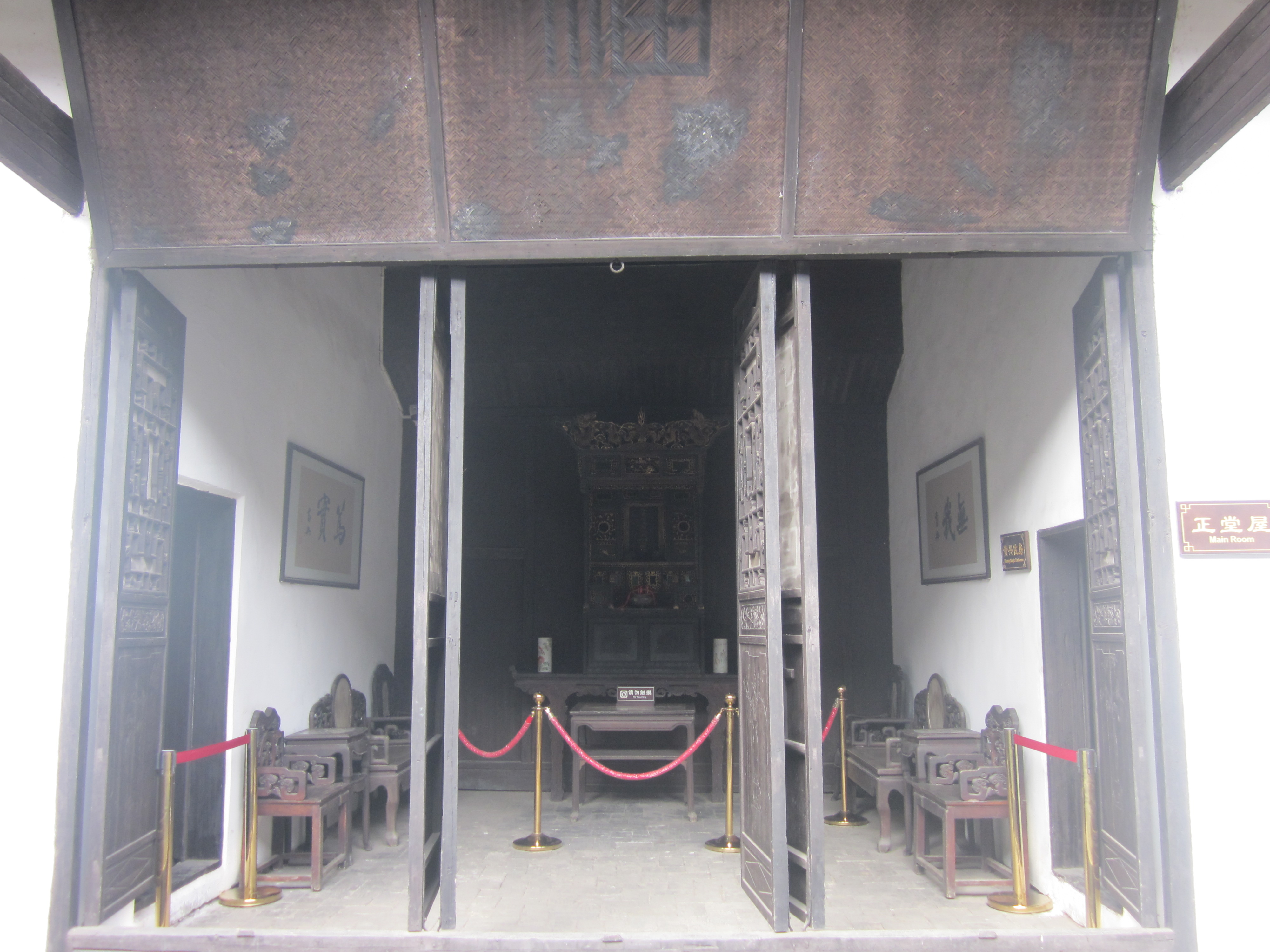
堂屋。
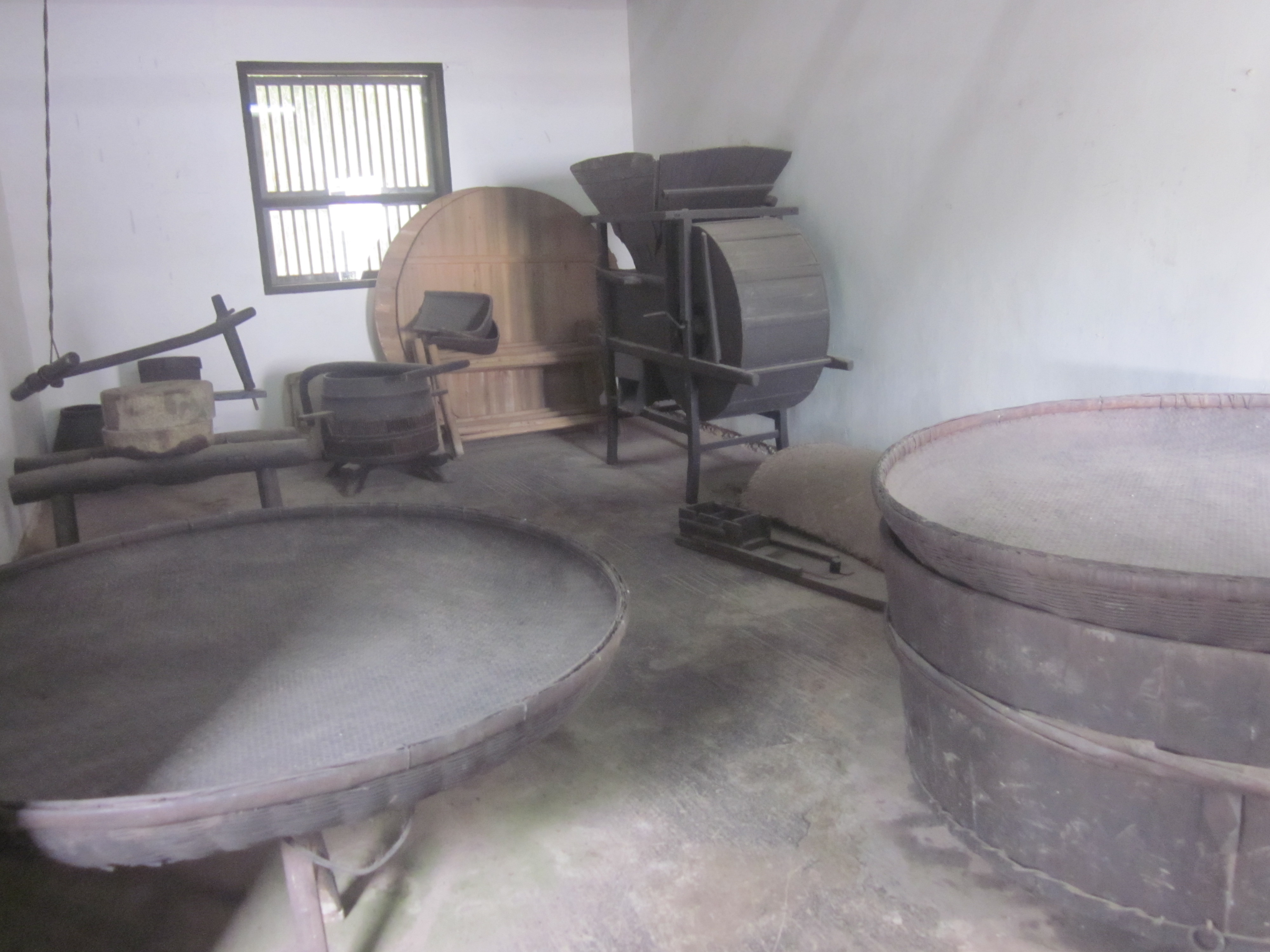
大米加工房。
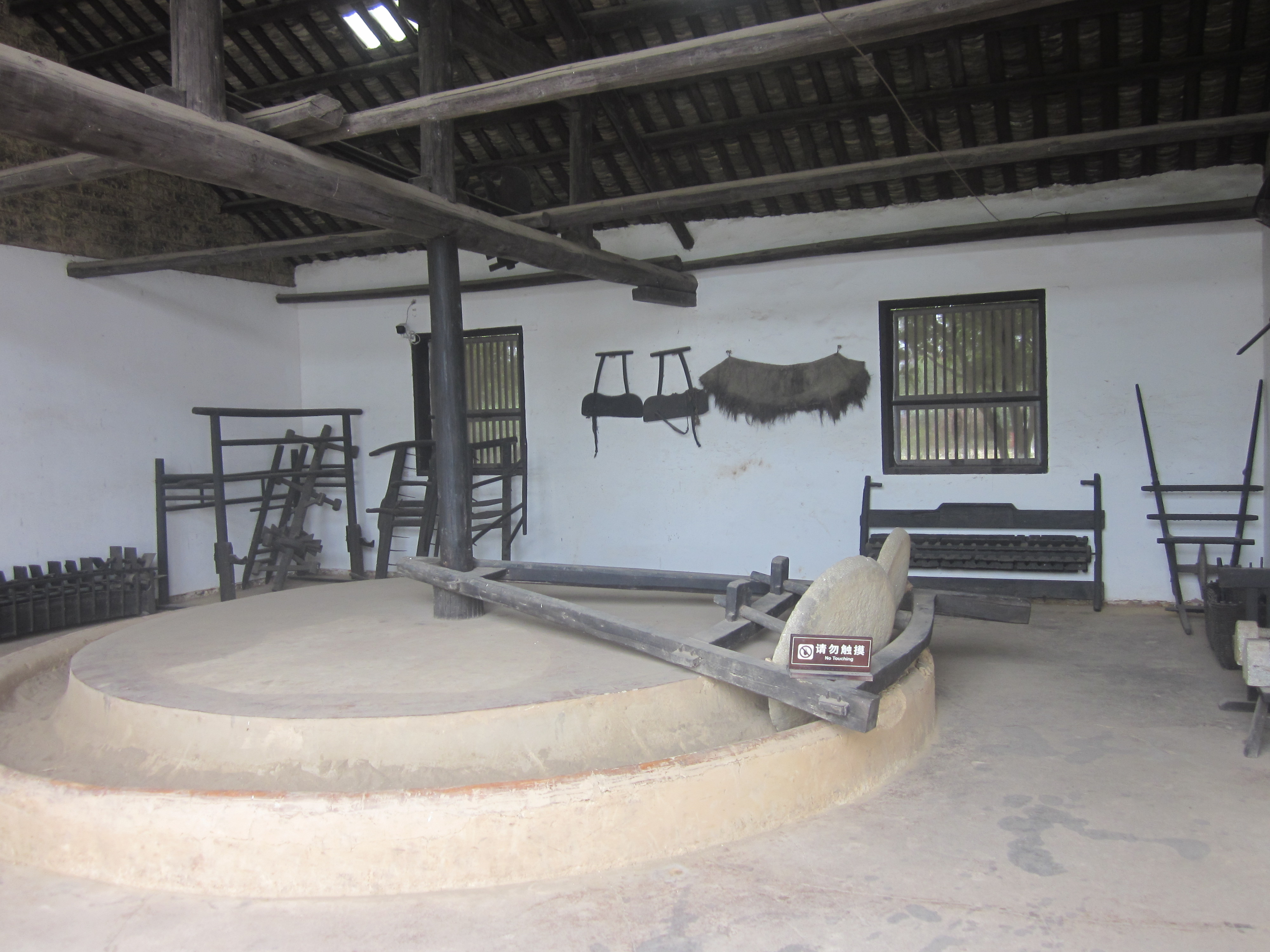
牛碾房。
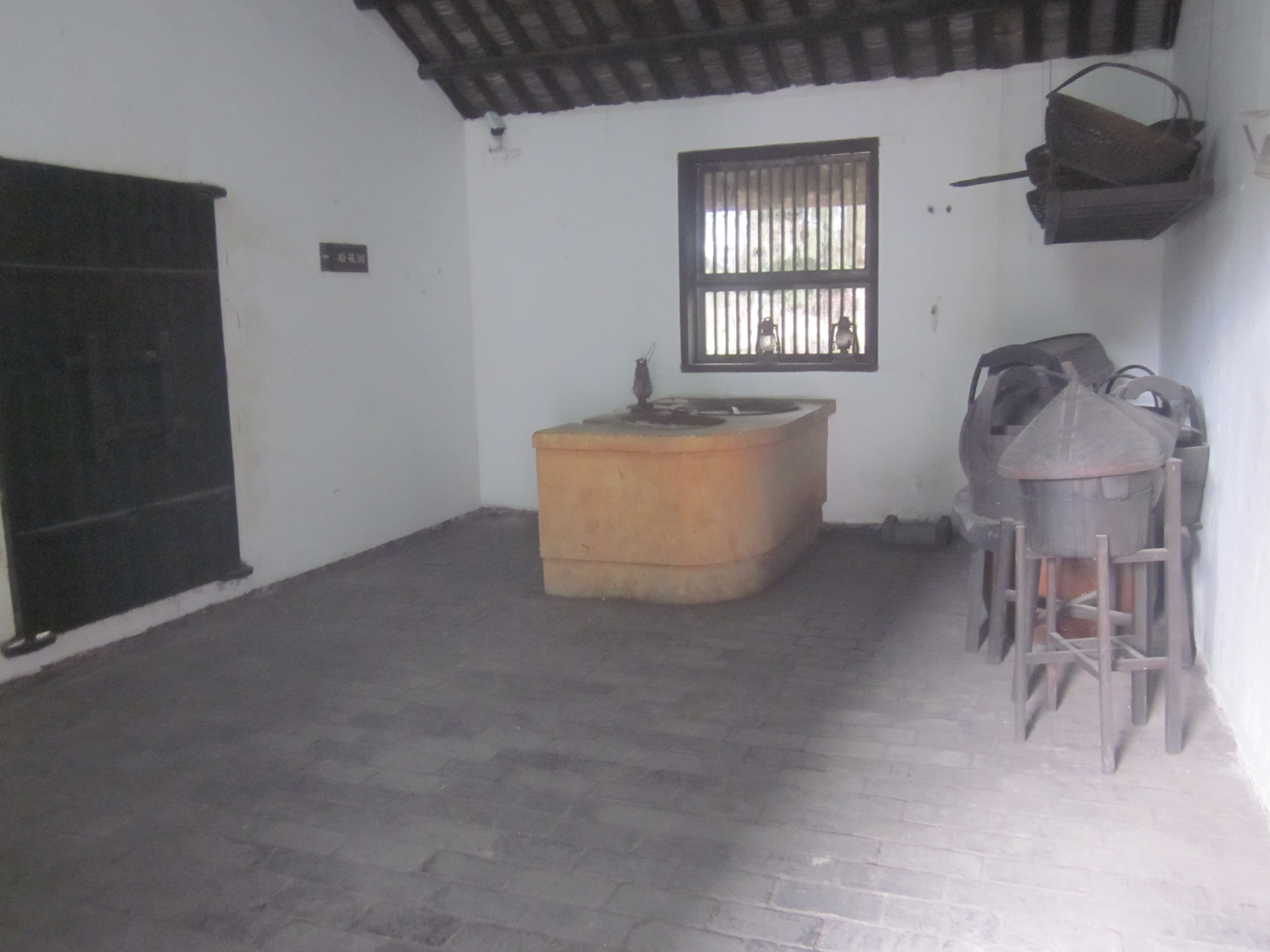
廚房。